# Palestina do Pará
Palestina do Pará är en kommun i Brasilien.   Den ligger i delstaten Pará, i den centrala delen av landet, 1 100 km norr om huvudstaden Brasília. Antalet invånare är 7 487.
Omgivningarna runt Palestina do Pará är huvudsakligen savann. Runt Palestina do Pará är det glesbefolkat, med 9 invånare per kvadratkilometer.